# Heinrich Seywald
Heinrich Seywald (* 23. Dezember 1894 in Regensburg; † 15. September 1973 ebenda) war ein deutscher Generalmajor der Luftwaffe im Zweiten Weltkrieg.

## Leben
Seywald trat am 10. August 1914 in das kaiserliche Heer ein und diente im Ersten Weltkrieg erst in der Infanterie und später dann in der Fliegertruppe. Zum Ende des Krieges war er Leutnant und ging am 25. April 1919 zur Fliegerabteilung A2 des Freikorps Epp.
Ab dem 9. Juli 1919 holte er seine Offiziersausbildung nach und wurde anschließend in die Reichswehr übernommen, wo er in der Kraftfahr-Abteilung 7 der 7. Division diente. Am 1. Oktober 1923 wurde er hier zum Oberleutnant und am 1. April 1928 zum Hauptmann befördert. Ab 1. November 1928 nahm er eine Fliegerausbildung in der geheimen Fliegerschule der Reichswehr auf dem sowjetischen Flugplatz Lipezk auf, die bis zum 31. März 1930 dauerte.
Ab 1. Juni 1933 diente er als Hauptmann im neu geschaffenen Reichsluftfahrtministerium und wurde hier am 1. September 1934 zum Major befördert. Es folgte ab 23. September 1935 eine Verwendung in der Fliegergruppe Tutow und ab 10. November im Flugkommando Berlin. Am 12. März 1936 übernahm er die III. Gruppe des Kampfgeschwaders 152 als Gruppenkommandeur unter gleichzeitiger Ausübung des Amtes eines Fliegerhorstkommandeurs des Fliegerhorstes Barth. Nach dem ihm am 1. Oktober 1936 die Beförderung zum Oberst erreichte, übernahm er ab 1. April 1938 das Amt des Kommandeurs der Flugzeugführerschule C8 (FFS C8) in Fürth, die auf dem Fliegerhorst Fürth lag. Schon am 1. August wechselte er zur Flieger-Ersatz-Abteilung 13 nach Nürnberg, bevor er am 1. Februar 1939 das Kampfgeschwader 153 als Geschwaderkommodore übernahm. Sein Geschwader, seit dem 1. April 1939 in Kampfgeschwader 77 umbenannt, führte er auch beim deutschen Überfall auf Polen am 1. September 1939. Ausgestattet mit dem zweimotorigen Bomber vom Typ Dornier Do 17 unterstand es der 2. Fliegerdivision der Luftflotte 4 im Süden der Front.
Nachdem er am 13. September 1939 abgelöst wurde, übernahm er ab 15. Oktober die Führung über die im Aufbau befindliche Große Kampffliegerschule 4 auf dem Fliegerhorst Thorn. Hier erreichte ihn am 1. November 1941 die Beförderung zum Generalmajor, bevor er am 16. Juni 1942 wieder ins Reichsluftfahrtministerium wechselte und das Amt eines Inspekteurs der Flugzeugführer-Ausbildung (RLM/L In. 9) ausübte. Am 8. März 1943 wurde er Kommandeur der Waffentechnischen Schulen der Luftwaffe, bevor er am 16. September 1944 als General z. b. V. zur Luftflotte Reich wechselte. Ende 1944 übernahm er in der Slowakei den Luftwaffen-Auffangstab Ost und 1945 weitere Luftwaffenstäbe der Bodenorganisation. Als letztes übernahm er im April 1945 die Aufgabe eines Höheren Kommandeurs der Wehrmacht-Ordnungstruppen im Reichsprotektorat Böhmen und Mähren, wo er am 8. Mai 1945, nach der bedingungslosen Kapitulation der Wehrmacht, in US-amerikanische Kriegsgefangenschaft kam. Aus dieser wurde er 1945 entlassen.